# Podleśna (Zgierz)
Osiedle Podleśna – jednostka pomocnicza gminy (osiedle) Zgierza położona w północnej części miasta.
W tej części miasta znajdują się miejskie obiekty rekreacyjne Malinka:
- trawiasty stok narciarski z trasą dla saneczkarzy
- kąpielisko (z brodzikiem dla dzieci)
- staw do sportów wodnych
- wypożyczalnia sprzętu (kajaki, łódki, rowery wodne)
- boiska do siatkówki i mini-piłki nożnej

W lesie „Pod Dąbrówkami” (przy drodze wojewódzkiej nr 702) znajduje się obelisk poświęcony Polakom rozstrzelanym przez Niemców w pierwszych dniach września 1939 r.

## Lokalizacja
Zasięg terytorialny osiedla Podleśna obejmuje tereny między:
- od wschodu – ulicą Przygraniczną od torów PKP do północnej granicy miasta Zgierza,
- od południa – torami PKP od ulicy Przygranicznej do ulicy Ciosnowskiej,
- od zachodu – ulicą Ciosnowską do torów PKP do północnej granicy Lasu Pod Dąbrówkami,
- od północy – północnym brzegiem Lasu Pod Dąbrówkami (graniczy z Dąbrówką Wielką).

W tej części miasta znajduje się Miejski Ośrodek Sportu i Rekreacji - Ośrodek Wypoczynkowy "Malinka".

## Adres Rady Osiedla
Osiedle Podleśna w Zgierzu
95-100 Zgierz, Plac Jana Pawła II 16